# 한자 사용국 간 고유 명사 표기
한자 사용국 간 고유 명사 표기(漢字使用國間固有名詞表記)는 전통적으로 한자 문화를 공유해온 중화인민공화국, 중화민국, 대한민국, 조선민주주의인민공화국, 일본, 베트남 사이의 고유 한자명사(지명 및 인명)에 대한 표기를 말한다. 이들 각국은 모두 한자에 해당하는 자국음과 그에 상응하는 타국의 음의 두 가지 방식중 하나 또는 둘을 병용해서 사용하고 있다.

## 대한민국의 경우

### 중국 인명과 지명 (→)
현대 한국어는 한글이 문장의 주가 되고, 한자는 필요에 따라 병기하도록 되어 있는 보조적인 문자에 지나지 않는다. 따라서 인명이나 지명의 경우, 현대에는 한자에 이끌리지 않는 현지음 원칙이 우선되고 있다.
중국 인명의 경우, 신해혁명을 기준으로 중국의 역사적인 인물이나, 지명은 한국어 한자음에 따라 표기한다.
공자, 왕안석, 조조, 장안
신해혁명 이후의 현대인물은 현대 중국어음에 준하여 사용하는 것이 원칙이다.
쑨원, 장제스, 마오쩌둥, 덩샤오핑, 후진타오, 마잉주, 시진핑
그러나 비공식적으로는 현대 인물들이라도 한국식 독음으로 부르는 일이 적지 않다.
모택동, 장개석, 강택민
특히, 홍콩이나 타이완 출신의 연예인들은 과거에 한국식 한자음으로 알려진 경우가 많다.
성룡, 왕조현, 임청하, 이연걸
나아가 영어식 이름이나 중국어음에 따른 명칭이 혼재하는 경우도 있어, 표기에 혼란이 있다.
글로리아 입, 장쯔이
이는 언론에 먼저 소개되어 대중들에게 한번 익숙해진 이름은 계속 사용하게 되기 때문이다. 이 때문에 장국영/장궈룽, 주윤발/저우룬파 등의 표기가 혼재되는 경우가 있다.
지명의 경우, 현지음 표기가 원칙이다.
베이징, 톈진, 난징, 산둥, 랴오둥 상하이
비공식적으로는 한국어음으로 불리는 지명도 많다.
남경, 북경, 상해, 광동, 산동, 대만, 천진, 요동
조선족 관련된 이름은 한국어 한자음을 사용하기도 한다
조선족, 백청강, 연변, 연길

### 일본인명 및 지명 (→)
일본인명은 시대에 관계없이 현지음 표기가 원칙이다.
미나모토노 요리토모(源頼朝), 고이즈미 준이치로(小泉純一郎)
훈독관행때문에 한자음과 발음의 괴리가 큰 까닭이다. 다만, 한국사와 관련이 깊은 역사적 인물들의 경우, 일부 한국음으로 읽는 경우도 있으나, 그다지 일반적이지는 않다.
풍신수길(豊臣秀吉), 이등박문(伊藤博文)
일본지명역시 인명과 마찬가지로 현지음 표기가 원칙이다. 그러나, 일부 음독성 지명은 관용적으로 한국음으로 읽는 경우가 있는데, 동경(도쿄), 북해도(홋카이도), 대마도(쓰시마) 등이 그것.
오사카(大阪), 센다이(仙台)
일본의 일부 고유명사나 역사용어를 옮길때는 현지음과 한국어음이 경합하는 경우도 있다. 이 경우 대부분 음독만으로 구성된 단어의 경우에만, 한국어음으로 읽는 경우가 많고, 훈독이 포함된 단어는 현지음으로 옮겨주는 경우가 많다.
幕府(바쿠후, 막부)

### 베트남 인명및 지명 (→)
베트남 인명과 지명도 현지음 표기가 원칙이다. 베트남은 Viet Nam을 일본식으로 읽은 '베또나무(ベトナム)'에서 온 말이며, 越南을 일본식으로 읽으면 '에츠낭(えつなん )'이 된다. '월남'은 '越南'을 한자어 로 읽은 것이며, 이렇게 우리식으로 읽든지 국립국어원에서 (억지스럽게 주장하는대로) 현지음으로 '비엣남'이라고 하여야 한다. 한편 '월남'은 국어사전의 표현대로 '베트남의 음역어'가 아니고 '越南'을 우리식으로 읽은 이름이라고 하여야 한다.
한자를 어느 정도 문장에 병용하는 한국과 달리 현대 베트남에서는 오로지 로마자인 쯔 꾸옥 응으만을 사용하기 때문에 대부분 꾸옥응으에 대응하는 한국어음으로 옮긴다. 국명인 '베트남'과 지명도가 높은 인물인 '호찌민(胡志明)'의 경우 '월남'이나 '호지명'이란 한국어음도 사용되는 경우가 있으나, 널리 쓰이진 않는다.
다만, 역사적 인물의 경우 한국식 독음이 혼용되는 경우도 적지 않다.
吳權(오권/응오 꾸옌), 陳興道(진흥도/쩐흥다오)

### 기타 제어 차용 외래어
최대한 그 언어에 맞춘 한국어 외래어 표기법에 알맞게 표기된다.
예를 들어 Vv발음 (키릴문자Вв)의 경우 문화어는 전부 '우'로 표기하지만, 표준어는 각 대사관과 맺은 어문 표기 협약에 따라 ㅂ으로 표기하는 언어가 있고 우로 표기한 언어가 있다.
영어 등은 ㅂ, 몽골어는 우

## 중국의 경우
중국은 한자만을 전용하기 때문에 한자표기가 있는 경우, 해당 한자를 중국어음(자국어식)으로 읽는 것이 대원칙이다.

### 한국 인명 및 지명 (→)
한자표기가 있는 인명과 지명은 모두 중국어식으로 발음한다. 고유어 인명(한글이름)인 경우, 그 발음과 비슷한 한자표기로 대용한다.
| 한국어 | 한자      | 병음         |
| ------ | --------- | ------------ |
| 보아   | 宝雅/宝ㄦ | Bǎoyǎ/Bǎo'ér |
| 장나라 | 張那拉    | Zhāng Nàlā   |
| 김하늘 | 金荷娜    | Jin Hana     |

그러나, 한자이름이라도 그 인물의 한자표기가 대중에게 널리 알려져 있는 것은 아니므로, 한자표기를 알 수 없는 경우에는 임의적으로 지은 한자표기가 통용되는 경우가 있다. 서태지를 徐太志로 표기하는 등이 그 예이다. 본인이 자신의 한자표기를 명확히 밝혀주지 않는 한 실제 한자와 다른 경우가 있을 수 있다.

### 일본 인명및 지명 (→)
훈독여부와 관계없이 한자표기를 중국어음으로 읽는다.
중국어 정체자: 東京, 병음: Dōngjīng, 중국어 정체자: 名古屋, 병음: Mínggǔwū
그러나 일부 일본 기업의 경우 원음에 맞추어 한자를 가차한 경우가 있다.
중국어 정체자: 馬自達, 병음: Mǎzìdá 마츠다[*], 중국어 정체자: 尼桑, 병음: Nísāng 닛산[*]
일본 인명중 한자와 가나가 혼합된 인명의 경우는 히라가나 이름에 자주 쓰이는 한자를 가차한다.
일본어: 宮沢りえ 미야자와 리에[*]→중국어: 宮澤理惠
그러나, 이 역시 한국어의 경우와 마찬가지로 해당 인물이 밝히기 전에는 실제 이름과 다른 경우가 종종 있다.

### 베트남 인명 및 지명 (→)
한자표기가 있는 인명과 지명은 모두 중국어식으로 발음한다.
| 한자   | 원음   |
| ------ | ------ |
| 河內   | 하노이 |
| 胡志明 | 호치민 |
| 東京灣 | 통킹만 |

후에 시는 본래 化에서 음운변화하여 후에가 되었으나, 중국에서는 順化로 표기한다.

### 기타 제어 차용 외래어
비슷한 발음의 한자를 쓰거나 의미를 해석하여 쓴다. 의미가 없어도 특징적인 면을 쓴다.
비슷한발음중에葡萄牙(포르투갈)포도어금니 라는 뜻이다.
麒麟，淇淋 둘 다 같은 발음이지만 하나는 기린, 다른 하나는 크림이다. 그러나 기린은 발음차용으로 볼 수도 있지만 의미해석으로도 볼 수 있다. 한자 그대로 '기린 기'자와 '기린 린'자이기 때문에
일본어 역시 麒麟(きりん)/キリン 의미한어 이기도 하고 외래어이기도 하다.
다시 중국어 电脑(컴퓨터)전자 뇌, 热狗(핫도그)열견, 香蕉(바나나)향기로운 파초
커피라는 뜻의 가배 역시 중국어에서 한국어, 베트남어로 전해진 것이다.

## 일본의 경우

### 한국 인명및 지명 (→)
일본에서 한국 인명은 현지음 발음(한국식)을 가타카나로 표현하는 것이 원칙이되, 경우에 따라 일본어 발음이 섞여 있다. 우선 한자 표기가 있는 경우, 한국식 발음에 따라 가타카나로 표기하고 읽더라도 한자를 병기하는 경우가 대단히 많다. 노무현 전 대통령의 경우 盧武鉉으로 한자표기를 한후에 가타카나 표기 ノ・ムヒョン을 병기하는 식의 표기가 매스컴 등에서 쓰이고 있다. 현지음 중시는 전두환 정권 이후로 언론에서 확립된 원칙이라고 하는데, 그 이전의 인물(특히 정치인)에 대해서는 일본식 발음으로 읽는 경우가 종종 있었다. 지명의 경우도 현지음으로 읽되, 표기는 한자로 하는 경우가 많다. 단, 근례 한류 연예인 등 일본에서 지명도가 있는 한국연예인들은 한자없이 거의 가타카나 표기만 한다.
재일 조선인의 경우는 한국음으로 읽는 경우, 한자를 일본음으로 읽는 경우, 일본식 이름을 쓰는 경우 등 여러 가지로 나뉜다. 이 경우 본인 의향에 따라 표기하는 경우가 많다. 역사적 인물이나 사건 등에 대해서는 일본식으로 읽는 경우가 많다.

### 중국 인명및 지명(→)
중국의 인명(대륙)은 시대에 관계없이 한자표기에 일본어음으로 읽는다.
| 한자   | 한국어   | 독음                        |
| ------ | -------- | --------------------------- |
| 胡錦濤 | 후진타오 | こきんとう(코낀-또-)        |
| 毛沢東 | 마오쩌둥 | もうたくとう(모-탁-또-)     |
| 蔣介石 | 장제스   | しょうかいせき(쇼-까이세끼) |

일부 현지음을 표시한 경우도 있으나, 일본어음으로 읽는 것이 일반적으로 정착되어 있다. 단, 홍콩 배우들의 경우는 영어식 이름을 우선시 하는 경우가 많다.
| 영문   | 한국어 | 독음                    |
| ------ | ------ | ----------------------- |
| Jet Li | 이연걸 | ジェット・リー(젯토 리) |

일본어음에 더해 광동어음이나 북경어음을 병기하기도 한다. 지명의 경우는 베이징은 중국 남부방언에서 유래하였으며 서구에서 널리 쓰이던 Peking에서 유래된 ペキン(페킨)으로 정착되어 있고, 상하이는 북경어음에 따른 シャンハイ(샨하이)를 쓰며, 나머지 도시들은 대체적으로 일본어음으로 읽는다.

### 베트남 인명및 지명(→)
고유명사의 경우 거의 베트남어음에 맞춰 읽는다.

### 기타 제어 차용 외래어
우리말과는 달리 그 언어보다는 영어를 위주로 표기한다. 남한과 일본은 미국식 영어를 쓰는데도 영국식 영어로 표기하는 법칙이다. 사실상 일본어 외래어 표기법은 미국식 영어로 표기하는 법칙이지만 일본어 발음상 표기의 한계가 있어 모처럼 영국식으로 들린다.
미국식 표기 와덜 × ワター○
영국식 표기 워터○ ウォター ×
또 다른 예시로 에스파냐 어를 쓰는 꾸바도 영어를 따라 큐우버(キューバ 뀨-바[*])라고 표기한다.
한자어를 한국식으로 표기하는 경우다 마다하지 않는다. 만두(원래는 교자)☞餃子(ギョーザ)

## 베트남의 경우

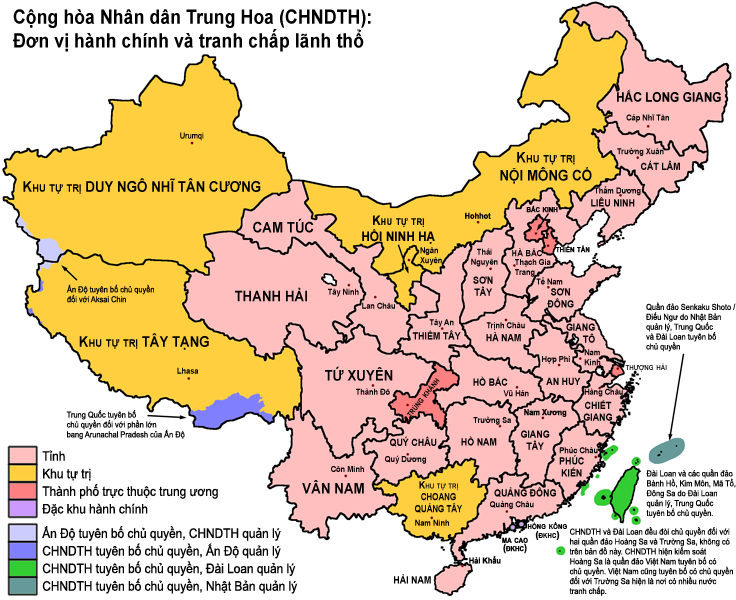
월남어로 쓰인 중국의 지명.

### 한국 인명및 지명(→ Việt Nam )
인명과 지명 모두 거의 한국어음에 따르며, 한자표기는 사용하지 않는다. 단, 국명의 경우는 한꾸옥(韓國), 박찌예우띠엔(北朝鮮)등의 베트남 한자음으로 읽는 경우가 있다. 또한, 한국의 역사적 지명, 인명도 한자의 베트남음으로 읽는 경우가 많다.
| 한국어         | 월남어                 |
| -------------- | ---------------------- |
| 고구려(高句麗) | 까오꺼우리(Cao Cấu Ly) |
| 백제(百濟)     | 바익떼(Bách Tế)        |
| 신라(新羅)     | 떤라(Tân La)           |

또한, 고유명사의 방위개념은 월남어로 치환해 부르는 경우도 있다.
| 한국어             | 월남어          |
| ------------------ | --------------- |
| 충청북도(忠清北道) | Chungcheong Bắc |
| 전라남도(全羅南道) | Jeolla Nam      |

### 중국 인명및 지명 (→)
중국의 인명과 지명은 모두 중국식이 아닌 베트남 한자음으로 읽고 있다. 그러나 한자병기는 하지 않는다.

### 일본 인명및 지명 (→)
일본 인명및 지명은 거의 일본식에 따른다.

## 같이 보기
- 한자 문화권